# Daglösen, Medelpad
Daglösen är en sjö i Ånge kommun i Medelpad och ingår i Ljungans huvudavrinningsområde. Sjön har en area på 0,157 kvadratkilometer och ligger 421,5 meter över havet.

## Delavrinningsområde
Daglösen ingår i det delavrinningsområde (691514-152580) som SMHI kallar för Utloppet av Munktorpssjön. Medelhöjden är 410 meter över havet och ytan är 2,51 kvadratkilometer. Räknas de 2 avrinningsområdena uppströms in blir den ackumulerade arean 4,96 kvadratkilometer. Lillån som avvattnar avrinningsområdet har biflödesordning 3, vilket innebär att vattnet flödar genom totalt 3 vattendrag innan det når havet efter 101 kilometer. Avrinningsområdet består mestadels av skog (66 procent). Avrinningsområdet har 0,49 kvadratkilometer vattenytor vilket ger det en sjöprocent på 19,4 procent.